# Atractus badius
Atractus badius este o specie de șerpi din genul Atractus, familia Colubridae, descrisă de Heinrich Boie în anul 1827. Conform Catalogue of Life specia Atractus badius nu are subspecii cunoscute.